# Kirsten Sweetland
Kirsten Sweetland née le 24 septembre 1988 à Nanaimo est une triathlète professionnelle canadienne.

## Biographie
Au cours des six années de 2005 à 2010, Sweetland a participé à 26 compétitions de la Fédération internationale de triathlon et a atteint par treize fois le top 10 de la compétition. En 2010, elle remporte des médailles d'argent aux championnats du monde U23 et à la coupe panaméricaine à Kelowna.
En 2015, elle membre du club ECS Triathlon à Sartrouville en France. En 2016, elle a été nommée dans l'équipe olympique canadienne et a participé aux Jeux olympiques de Rio. Kirsten prend sa retraite du triathlon d'élite en 2017. Elle devient entraîneuse de triathlon, soutenant les athlètes via sa plateforme en ligne, ainsi qu'une massothérapeute agréée.

## Palmarès
Le tableau présente les résultats les plus significatifs (podium) obtenus sur le circuit international de triathlon depuis 2007,,.
| Année | Compétition                                      | Pays             | Position           | Temps           |
| ----- | ------------------------------------------------ | ---------------- | ------------------ | --------------- |
| 2014  | WTS Hambourg                                     | Allemagne        | Médaille de bronze | 57 min 0 s      |
| 2014  | Jeux du Commonwealth                             | Royaume-Uni      | Médaille d'argent  | 1 h 59 min 1 s  |
| 2013  | Coupe du monde - l'étape sprint de Edmonton      | Canada           | Médaille de bronze | 1 h 3 min 35 s  |
| 2012  | Coupe panaméricaine - étape sprint de Bridgetown | Barbade          | Médaille de bronze | 1 h 1 min 53 s  |
| 2010  | Coupe panaméricaine - étape de Kelowna           | Canada           | Médaille d'argent  | 2 h 3 min 24 s  |
| 2009  | Coupe du monde - l'étape de New Plymouth         | Nouvelle-Zélande | Médaille d'or      | 2 h 2 min 21 s  |
| 2009  | Coupe du monde - l'étape de Mooloolaba           | Australie        | Médaille d'or      | 2 h 1 min 59 s  |
| 2007  | Coupe du monde - l'étape de Richards Bay         | Afrique du Sud   | Médaille d'or      | 2 h 3 min 32 s  |
| 2007  | Coupe du monde - l'étape de Edmonton             | Canada           | Médaille d'argent  | 1 h 57 min 53 s |